# 規則
規則（きそく、ルールとも言う）とは、人の従うべき準則であり、主に文章によって規定されたものをいう。
なお、規則に定められたものを原則（げんそく）、または本則（ほんそく）とも呼ばれ、規則に規定されていない事項については例外（れいがい）と称される。
個別の名称には様々なものがあり、規則のほかに規制、規程、規定、規約、基準、規準などがある。
また、ある物事と別の物事との間に一定の関係が見られるとき、その関係を規則あるいは法則という。

## 日本の国家法と地方法における規則
日本においては法の一形式であり、その制定権及び所管事項は法律で定められる。形式的効力において、法律に劣る。
規則のうち、「議院規則」および「最高裁判所規則」は憲法上定められた法源としての効力を有しているが、そのほかの規則は法源ではない。

### 種類
- 国家
  - 議院規則（衆議院規則及び参議院規則）
  - 最高裁判所規則
    - 民事訴訟規則、刑事訴訟規則

  - 会計検査院規則
  - 人事院規則
  - 行政委員会の規則（公正取引委員会、国家公安委員会、公害等調整委員会、公安審査委員会、中央労働委員会、運輸安全委員会、原子力規制委員会、船員中央労働委員会（2008年（平成20年）消滅）、司法試験管理委員会（2004年（平成16年）消滅）、金融再生委員会（2001年（平成13年）消滅）、電波監理委員会（1952年（昭和27年）消滅））
  - 内閣府令や省令の題名の一部としても用いられる（○○組織規則、○○法施行規則など。）。政令の題名としては、現在効力を有するものとして皇室会議議員及び予備議員互選規則（昭和22年8月23日政令第164号）がある。また、現在は施行令としている税法関係の施行に関する政令の題名としても用いられていた（例：揮発油税法施行規則（昭和24年4月30日政令第84号））。
- 地方公共団体
  - 府県制に基づく規則（府県制第4条ノ2）。府県会の議決による。東京都制にも同様な規定があった。
  - 地方公共団体の長の規則（地方自治法第15条を参照）
  - 地方公共団体の議会の会議規則（地方自治法第120条を参照）
  - 地方公共団体の議会の傍聴規則（地方自治法第130条第3項を参照）
  - 地方公共団体の執行機関の規則（地方自治法第138条の4第2項を参照）下記2機関は個別法であらためて規定されている。
    - 教育委員会規則（地方教育行政の組織及び運営に関する法律第14条第1項を参照）
    - 都道府県公安委員会規則（警察法第38条第5項を参照）
- 宗教法人（宗教法人の根本規則を「規則」と称している（宗教法人法第12条））